# Fombio
Fombio là một đô thị ở tỉnh Lodi trong vùng Lombardia của Italia, cách khoảng 50 km về phía đông nam của Milano và khoảng 25 km về phía đông nam của Lodi. Tại thời điểm 31 tháng 12 năm 2004, đô thị này có dân số 1.836 người và diện tích là 7,4 km².
Đô thị Fombio bao gồm các frazione (subdivision) Retegno.
Fombio giáp các đô thị: Codogno, Somaglia, San Fiorano, Santo Stefano Lodigiano, Guardamiglio, San Rocco al Porto.